# Jardín Botánico de Tourcoing
El Jardín Botánico de Tourcoing ( en francés: Jardin botanique de Tourcoing) es un arboreto y jardín botánico de 11,900 m² de extensión, dependiente administrativamente de la comuna de Tourcoing, Francia.

## Localización
El jardín se ubica en la calle Moulin Fagot n. 32 en Tourcoing, departamento del Norte-Paso de Calais, Francia.
Se encuentra abierto todos los días del año sin cargo alguno.

## Historia
El jardín fue creado en 1917 en el sitio de uno de los jardines familiares privados tan frecuentes en Tourcoing.
Recientemente, el jardín ha sido ampliado y renovado.

## Colecciones
Actualmente el jardín se encuentra distribuido en cinco secciones:
- Alameda de los cerezos
- Invernaderos para colecciones y dedicados a la educación.
- Jardín a la francesa, jardín simétirco dividido en cuatro cuadrantes
- Jardín a la inglesa
- Jardín nuevo con temática norteamericana

El jardín alberga unos bellos especímenes de Fagus sylvatica, Pinus nigra, y Tilia platyphyllos, además de otros árboles como Acer pseudoplatanus, Aesculus hippocastanum, Fraxinus excelsior, Platanus x acerifolia, Populus nigra, Prunus serrulata, Robinia pseudoacacia, Taxus baccata, y Tilia platyphyllos, con árboles de menor porte como Acer platanoides, Ailanthus altissima, Crataegus, Fagus sylvatica, Gingko biloba, Gleditsia triacanthos, Ilex aquifolium, Pinus griffithii, Pinus mugo, Pinus nigra, Pyrus communis, Salix alba, Sophora japonica, Taxus baccata, y Tilia americana.